# Serie Mundial de Rugby 7 2019-20
La Serie Mundial de Rugby 7 2019-20 fue la 21.ª temporada del circuito de selecciones nacionales masculinas de rugby 7. El ganador de la pasada temporada fue la selección de Fiyi.
A diferencia de la temporada anterior, los torneos de Dubái, Ciudad del Cabo, Nueva Zelanda, Sídney, Hong Kong y París se jugarán simultáneamente en las ramas femenina y masculina.
La temporada fue finalizada tempranamente debido a la Pandemia de COVID-19, siendo canceladas las etapas de Francia, Londres, Hong Kong y Singapur. Se declaró campeón a Nueva Zelanda quienes encabezaban la tabla antes de la suspensión.
El descenso para la temporada 2020-21 quedó suspendido.

## Equipos
15 equipos poseen estatus permanente:
| África - Sudáfrica - Kenia Europa - Inglaterra - Francia - Escocia - Gales - España - Irlanda | América - Argentina - Canadá - Estados Unidos Oceanía - Australia - Fiyi - Nueva Zelanda - Samoa |

La selección de Irlanda ganó el torneo clasificatorio de Hong Kong 2019 y obtuvo estatus permanente, mientras que Japón descendió de categoría.

## Formato
Cada torneo se disputó en un fin de semana, a lo largo de dos o tres días. Participaron 16 equipos: los 15 de estatus permanente, conocidos como Core teams y un equipo invitado.
Se dividieron en cuatro grupos de cuatro equipos, cada grupo se resolvió con el sistema de todos contra todos a una sola ronda; la victoria otorgó 3 puntos, el empate 2 y la derrota 1 punto.
Los dos equipos con más puntos en cada grupo avanzaron a cuartos de final de la Copa. Los cuatro ganadores avanzaron a semifinales de la Copa, y los cuatro perdedores a semifinales por el 5º lugar.
Los dos equipos con menos puntos en cada grupo avanzaron a cuartos de final de la challenge trophy. Los cuatro ganadores avanzaron a semifinales de la challenge trophy, y los cuatro perdedores a semifinales por el 13.er lugar.

## Calendario
| Torneo         | Estadio                    | Ciudad               | Fecha                            | Campeón       |
| -------------- | -------------------------- | -------------------- | -------------------------------- | ------------- |
| Dubái          | The Sevens                 | Dubái                | 5-7 de diciembre de 2019         | Sudáfrica     |
| Sudáfrica      | Estadio de Ciudad del Cabo | Ciudad del Cabo      | 13-15 de diciembre de 2019       | Nueva Zelanda |
| Nueva Zelanda  | Waikato Stadium            | Hamilton             | 25-26 de enero de 2020           | Nueva Zelanda |
| Australia      | Western Sydney Stadium     | Sídney               | 1-2 de febrero de 2020           | Fiyi          |
| Estados Unidos | Dignity Health Sports Park | Carson (Los Ángeles) | 29 de febrero-1 de marzo de 2020 | Sudáfrica     |
| Canadá         | Estadio BC Place           | Vancouver            | 7-8 de marzo de 2020             | Nueva Zelanda |

## Resultados
| Posición    | Ganador   | Marcador | Perdedor      | Semifinalistas                   |
| ----------- | --------- | -------- | ------------- | -------------------------------- |
| Copa        | Sudáfrica | 15-0     | Nueva Zelanda | 3º: Inglaterra 4º: Samoa         |
| 5º lugar    | Australia |          | Francia       | 7º: Argentina 8º: Estados Unidos |
| 9.º lugar   | Fiyi      | 40-17    | Canadá        |                                  |
| 11.º lugar  | España    | 19-14    | Irlanda       |                                  |
| 13.er lugar | Kenia     | 26-14    | Escocia       |                                  |
| 15.º lugar  | Gales     | 38-12    | Japón         |                                  |

| Posición    | Ganador        | Marcador | Perdedor   | Semifinalistas          |
| ----------- | -------------- | -------- | ---------- | ----------------------- |
| Copa        | Nueva Zelanda  | 7-5      | Sudáfrica  | 3º: Francia 4º: Fiyi    |
| 5º lugar    | Argentina      |          | Kenia      | 7º: Escocia 8º: Irlanda |
| 9.º lugar   | Estados Unidos | 17-12    | Inglaterra |                         |
| 11.º lugar  | Canadá         | 22-5     | Australia  |                         |
| 13.er lugar | Samoa          | 38-7     | España     |                         |
| 15.er lugar | Japón          | 19-15    | Gales      |                         |

| Posición    | Ganador       | Marcador | Perdedor       | Semifinalistas               |
| ----------- | ------------- | -------- | -------------- | ---------------------------- |
| Copa        | Nueva Zelanda | 27-5     | Francia        | 3º: Australia 4º: Inglaterra |
| 5º lugar    | Canadá        | 28-7     | Estados Unidos | 7º: Argentina 8º: Kenia      |
| 9.º lugar   | Fiyi          | 12-5     | Sudáfrica      |                              |
| 11.º lugar  | Escocia       | 24-19    | Irlanda        |                              |
| 13.er lugar | España        | 19-15    | Japón          |                              |
| 15.º lugar  | Samoa         | 21-7     | Gales          |                              |

| Posición    | Ganador       | Marcador | Perdedor  | Semifinalistas                    |
| ----------- | ------------- | -------- | --------- | --------------------------------- |
| Copa        | Fiyi          | 12-10    | Sudáfrica | 3º: Estados Unidos 4º: Inglaterra |
| 5º lugar    | Nueva Zelanda | 24-7     | Australia | 7º: Irlanda 8º: Argentina         |
| 9.º lugar   | Francia       | 7-0      | Canadá    |                                   |
| 11.º lugar  | Escocia       | 21-5     | Gales     |                                   |
| 13.er lugar | España        | 14-7     | Japón     |                                   |
| 15.º lugar  | Samoa         | 19-12    | Kenia     |                                   |

| Copa             | Ganador        | Marcador | Perdedor | Semifinalistas                  |
| ---------------- | -------------- | -------- | -------- | ------------------------------- |
| Copa             | Sudáfrica      | 29-24    | Fiyi     | 3º: Nueva Zelanda 4º: Australia |
| 5.º lugar        | Estados Unidos | 24-19    | Irlanda  | Inglaterra Francia              |
| Challenge trophy | Argentina      | 21-19    | Canadá   | Samoa España                    |
| 13.er lugar      | Escocia        | 29-24    | Kenia    | Gales Corea del Sur             |

| Copa             | Ganador       | Marcador | Perdedor       | Semifinalistas           |
| ---------------- | ------------- | -------- | -------------- | ------------------------ |
| Copa             | Nueva Zelanda | 17-14    | Australia      | 3º: Canadá 4º: Sudáfrica |
| 5.º lugar        | Inglaterra    | 26-24    | Estados Unidos | Fiyi Inglaterra          |
| Challenge trophy | Escocia       | 12-7     | Francia        | Samoa Kenia              |
| 13.er lugar      | Irlanda       | 31-26    | Argentina      | Gales Japón              |

|  |

## Tabla de posiciones
Cada torneo otorgó puntos de campeonato, según la siguiente escala:
- Copa: 22 puntos al campeón, 19 puntos al subcampeón, 17 puntos al tercero, 15 puntos al cuarto.
- 5.º lugar: 13 puntos, 6.º lugar: 12 puntos, 7.º lugar: 11 puntos, 8.º lugar: 10 puntos.
- 9.º lugar: 8 puntos al ganador y 7 puntos al perdedor.
- 11.º lugar: 6 puntos al ganador y 5 puntos al perdedor.
- 13.er lugar: 4 puntos al ganador y 3 puntos al perdedor.
- 15.º lugar: 2 puntos al ganador y 1 punto al perdedor.

| Pos | País           | UAE | RSA | NZL | AUS | USA | CAN | Puntos |
| --- | -------------- | --- | --- | --- | --- | --- | --- | ------ |
| 1   | Nueva Zelanda  | 19  | 22  | 22  | 13  | 17  | 22  | 115    |
| 2   | Sudáfrica      | 22  | 19  | 7   | 19  | 22  | 15  | 104    |
| 3   | Fiyi           | 8   | 15  | 8   | 22  | 19  | 11  | 83     |
| 4   | Australia      | 13  | 5   | 17  | 12  | 15  | 19  | 81     |
| 5   | Inglaterra     | 17  | 7   | 15  | 15  | 10  | 13  | 77     |
| 6   | Francia        | 12  | 17  | 19  | 8   | 11  | 7   | 74     |
| 7   | Estados Unidos | 10  | 8   | 12  | 17  | 13  | 12  | 72     |
| 8   | Canadá         | 7   | 6   | 13  | 7   | 7   | 17  | 57     |
| 9   | Argentina      | 11  | 13  | 11  | 10  | 8   | 3   | 56     |
| 10  | Irlanda        | 5   | 12  | 5   | 11  | 12  | 4   | 49     |
| 11  | Escocia        | 3   | 10  | 6   | 6   | 4   | 8   | 37     |
| 12  | Kenia          | 4   | 11  | 10  | 1   | 3   | 6   | 35     |
| 13  | Samoa          | 15  | 4   | 2   | 2   | 5   | 5   | 33     |
| 14  | España         | 6   | 3   | 4   | 4   | 6   | 10  | 33     |
| 15  | Gales          | 2   | 1   | 1   | 5   | 2   | 2   | 13     |
| 16  | Japón          | 1   | 2   | 3   | 3   | -   | 1   | 10     |
| 17  | Corea del Sur  | -   | -   | -   | -   | 1   | -   | 1      |

Fuente: World Rugby 
|  | Equipos invitados. |

| Bandera de Nueva Zelanda |
| Campeón Nueva Zelanda    |
| Décimo tercer título     |